# Manoir du Val Saint-Pierre
Le manoir du Val Saint-Pierre est un manoir situé sur la commune de Croisy-sur-Andelle, en Seine-Maritime, en France. Le site fait l’objet d’une inscription au titre des monuments historiques depuis 2005.

## Historique
Le manoir est daté du XVe siècle et devient une ferme au XVIIIe siècle. 
Le site du manoir est inscrit comme monument historique le 31 mai 2005.

## Description
L'édifice en briques et silex est construit à pans de bois. Il est en dépit des modifications « représentatif d'un habitat seigneurial rural de la fin du XVe siècle ». 